# Хиосская, Псарийская и Инусская митрополия
Хи́осская, Псари́йская и Ину́сская митрополия (греч. Ιερά Μητρόπολη Χίου, Ψαρών και Οινουσσών) — епархия «Новых Земель» Элладской православной церкви. Как и прочие епархии «Новых Земель», имеет также подчинение Константинопольскому патриархату. Центр епархии — город Хиос в Греции.
Епархия насчитывает 109 приходов и 16 монастырей.

## Епископы
- Софроний (Меидандзоглу) (1839 — 27 сентября 1855)
- Неофит (Кафес) (17 апреля 1856 — декабрь 1860)
- Григорий (Павлидис) (25 декабря 1860 — 23 августа 1877)
- Иоаким (Струмбис) (28 ноября 1933 — 26 сентября 1946)
- Пантелеимон (Фостинис) (26 сентября 1946 — 12 марта 1962)
- Павел (Полимеропулос) (21 ноября 1965 — 18 октября 1966)
- Хризостом (Ялурис) (25 июня 1967 — 29 ноября 1978)
- Никифор (Цифопулос) (28 января 1979 — 15 мая 1979)
- Дионисий (Байрактарис) (11 ноября 1979 — 17 июля 2011)
- Хризостом (Каламатианос) (июль — октябрь 2011) в/у, митр. Мифимнийский
- Марк (Василакис) (с 8 октября 2011)

## Монастыри
- Монастырь Панагии Миртидиотиссы[греч.] (Врондадос)
- Монастырь Святого Стефана (Врондадос)